# Grahamgång
Grahamgång är en precisionsgång för urverk med pendel. 

Grahamgång

Grahamgången är en "vilande hakgång" för pendelur, som uppfanns 1715 av ur- och instrumentmakaren George Graham. Enligt en annan uppfattning var Grahams läromästare Tomas Tompin upphovsmannen. Uppfinningen var en förbättring av den äldre "tillbakafallande hakgången" (släphaksgången). Grahamgången förbättrades i slutet av 1800-talet av den svenske urmakaren Claes Gustaf Schweder.